# Joseph Valla
Joseph Valla (* um 1720 in L’Hôpital-le-Grand, Forez; † 26. Februar 1790 in Dijon) war ein französischer Ordenspriester und Philosoph. Er verfasste mehrere akademische Lehrbücher, die bis zum Ende des 19. Jahrhunderts in Gebrauch waren.

## Leben
Valla absolvierte seine Studien im Oratorium von Montbrison, bevor er in die Kongregation der französischen Oratorianer eintrat. Dort hatte er verschiedene Ämter inne. Bekannt wurde er durch seinen Widerspruch gegen die Bulle Unigenitus Dei filius Papst Clemens’ XI. Der Bischof von Soissons, François de Fitz-James, ernannte Valla zum Regens des dortigen Priesterseminars. Valla blieb in Soissons, bis sein Gönner starb. Dessen Nachfolger Henri-Claude de Bourdeilles nahm Anstoß an Vallas Auffassungen und zwang ihn zum Rücktritt. Da Valla im Erzbistum Lyon inkardiniert war, kehrte er dorthin zurück und übernahm als Professor einen Lehrstuhl in Lyon. Dort war er Mitbegründer der Theologia Lugdunensis, die er auch in einer Schrift von 1788 verteidigte. Er setzte sich in Dijon zur Ruhe, wo er 1790 starb.
Zwei Jahre nach seinem Tode, am 17. September 1792, erging gegen den Cours de théologie Vallas ein Dekret der Kongregation für den Index Librorum Prohibitorum. In den Niederlanden wurden seine Lehrbücher noch bis zum Ende des 19. Jahrhunderts benutzt.

## Werke
- Mit Pierre Barral und Eustache Guibaud (Hrsg.): Dictionnaire historique, littéraire, et critique: contenant une idée abrégée de la vie et des ouvrages des hommes illustres en tout genre, de tout temps et de tout pays. Band 4. Avignon 1759.
- Institutiones theologicæ, ad usum scholarum accommodatæ. 5 Bände. Lyon 1780.
- Institutiones philosophicæ, auctoritate DD. archiepiscopi Lugdunensis, ad usum scholarum suæ diœcesis editæ. 5 Bände. Lyon 1782.
  - Neuausgabe: Institutionum philosophicarum cursus: ad usum studiosæ juventutis præaesertimque seminariorum accomodatus. 5 Bände. Lyon 1806.
- Défense de la théologie de Lyon. Lyon 1788.
- Cours de théologie. Lyon.